# Fudai
Fudai (jap. 普代村 Fudai-mura) – wieś w Japonii, na wyspie Honsiu, w prefekturze Iwate. Według danych na rok 2020 miejscowość zamieszkiwało 2 487 mieszkańców , a gęstość zaludnienia wyniosła 35,7 os./km².